# 村田信一
村田 信一（むらた しんいち、1963年 - ）は、日本の写真家、文筆家。

## 人物
長野県松本市出身。1990年海上自衛隊に入隊し、満期除隊した後、ジャーナリストとしての活動を開始する。1990年以来、ドキュメンタリー写真家としてパレスチナ、ソマリア、ボスニア、チェチェン、アルジェリア、コンゴ、ルワンダ、ブルンジ、コソボ、イラク、レバノン、シエラレオネなど戦場を主に撮影。
1990年代半ば以降、戦場だけではなくキューバ、スイスやハワイでも撮影し、広い意味での旅的な写真にも取り組んでいる。いわゆる戦争報道やフォトジャーナリズムとは一線を画した新たな表現を志向するとともに、戦争報道にとどまらないより本質を表す表現を追求している。
イスラム世界についての取材、報告が多く、著書でパレスチナ難民への取材を通じて、パレスチナ問題についてはイスラエルがパレスチナ人の権利を認めず、交渉でも譲歩しないことについてイスラエルに対して批判的見地を述べている。

1996年、ザイール（現コンゴ民主共和国）でのエボラ出血熱などの取材写真と記事で、第27回講談社出版文化賞写真賞を受賞している。

## 著書
- 『戦争という日常 世界の紛争地帯を往く』（講談社、1997）
- 『最前線ルポ 戦争の裏側―イスラームはなぜ戦いをやめないのか』（講談社、1999）
- 『バグダッドブルー』（講談社、2004.2）
- 『パレスチナ 残照の聖地』（長崎出版、2010）
- 『戦場カメラマンという仕事』（洋泉社、2011　共著）
- 『世界のともだち 17 イスラエル』（偕成社、2014）
- 『世界のともだち 18 パレスチナ』（偕成社、2014）
- 『増補復刻版　パレスチナ 残照の聖地　殉教者たちへのレクイエム』（あっぷる出版、2024）